# Развод (ТВ серија)
Развод (енгл. Divorce) је америчка драмедијска телевизијска серија творца Шерон Хорган, постављена у Хејстингсу на Хадсону и глуме Сара Џесика Паркер и Томас Хејден Черч као средовечни разводни пар. Премијера серије била је 9. октобра 2016. године на HBO-у у Сједињеним Државама и 10. октобра на HBO-у у Србији. Пилот епизоду је написала Хорганова и режирао Џес Перец. Дана 14. новембра 2016. године,  је обновио емисију за другу сезону, чија је премијера била 14. јануара 2018. године. Дана 2. новембра 2018. године,  је обновио емисију за трећу сезону, која је на дан премијере најављена да ће бити финална сезона.

## Радња
Серија Развод прати бивши брачни пар из предграђа, Франсис (Сара Џесика Паркер) и њеног бившег мужа, Роберта (Томас Хејден Черч), који се, након више од деценије брака и двоје деце, нађу у дуготрајном процесу распетљавања свог односа.

## Улоге

### Главне
| Глумац             | Улога          |
| ------------------ | -------------- |
| Сара Џесика Паркер | Франсес Дифрен |
| Томас Хејден Черч  | Роберт Дифрен  |
| Моли Шенон         | Дајана         |
| Талија Балсам      | Далас Холт     |
| Трејси Летс        | Ник            |
| Стерлинг Џеринс    | Лила Дифрен    |
| Чарли Килгор       | Том Дифрен     |
| Беки Њутон         | Џеки Ђанополис |

### Споредне
| Глумац         | Улога           |
| -------------- | --------------- |
| Џемејн Клемент | Јулијан Рено    |
| Алекс Вулф     | Кол Холт        |
| Исак Џозефтал  | Кол Холт        |
| Дин Винтерс    | Тони Силверкрик |
| Џефри Деман    | Макс Бродкин    |
| Розлин Раф     | Силвија         |
| Јул Васкез     | Крејг Андерс    |
| Кејша Золар    | Грејс           |
| Хорхе Чапа     | Себастијан      |
| Дани Гарсија   | Габријел        |
| Џејмс Лесуре   | Хенри           |

## Продукција
У децембру 2014. године, најављено је да је Сара Џесика Паркер добила улогу у пилоту и да ће такође служити као извршни продуцент. У фебруару 2015. године, Моли Шенон, Томас Хејден Черч и Џемејн Клемент су се придружили улогама. У новембру 2015. године, Алекс Вулф се придружио улогама. У децембру 2015. године, Стерлинг Џеринс се придружила улогама.

## Епизоде
| Сезона | Сезона | Епизоде | Епизоде | Оригинално емитовање | Оригинално емитовање |
| Сезона | Сезона | Епизоде | Епизоде | Премијера            | Финале               |
| ------ | ------ | ------- | ------- | -------------------- | -------------------- |
|        | 1.     | 10      | 10      | 9. октобар 2016.     | 11. децембар 2016.   |
|        | 2.     | 8       | 8       | 14. јануар 2018.     | 4. март 2018.        |
|        | 3.     | 6       | 6       | 1. јул 2019.         | 5. август 2019.      |

### 1. сезона (2016)
| Бр. еп. (укупно) | Бр. еп. (у сезони) | Наслов | Редитељ           | Сценариста                                                         | Премијера          | Гледаност у С.А.Д. (милиони) |
| --- | ------------------ | ------ | ----------------- | ------------------------------------------------------------------ | ------------------ | ---------------------------- |
| 1 | 1                  |        | Џес Перец         | Шерон Хорган                                                       | 9. октобар 2016.   | 0.570                        |
| Франсис и Роберт—средовечни брачни пар из њујоршког предграђа—покушава да схвати да ли је њихов брак вредан спасавања након шокантног догађаја на прослави педесетог рођендана њихове пријатељице Дајане који их је натерао да озбиљно преиспитају своје животе. |                    |        |                   |                                                                    |                    |                              |
| 2 | 2                  |        | Џес Перец         | Шерон Хорган и Пол Симс                                            | 16. октобар 2016.  | 0.849                        |
| Франсис жури да пресретне Роберта пре него што каже деци да се разводе. Сви се окупљају у болници да пруже подршку Дајани, која чека вести о Никовом стању. Усред тог хаоса, Френсис размишља да коначно потпише уговор о најму и отвори дуго планирану уметничку галерију. |                    |        |                   |                                                                    |                    |                              |
| 3 | 3                  |        | Џес Перец         | Шерон Хорган и Пол Симс                                            | 23. октобар 2016.  | 0.637                        |
| Роберт и Франсис одлазе на терапију за брачне парове да би установили да ли њиховом браку има спаса. Френсис добија савет од Далас, а Роберт олакшава душу на послу. Напетост у кући расте па Франсис и Роберт покушавају да одрже привидно нормалан живот због деце. Франсис долази до изненадног открића. |                    |        |                   |                                                                    |                    |                              |
| 4 | 4                  |        | Бен Тејлор        | Патриша Брин                                                       | 30. октобар 2016.  | 0.518                        |
| Надајући се да ће се растати као пријатељи, Франсис и Роберт се састају са медијатором. Франсис се поверава колеги с посла, а Роберт добија изненађујуће финансијске вести. |                    |        |                   |                                                                    |                    |                              |
| 5 | 5                  |        | Адам Бернштајн    | Синди Чапак                                                        | 6. новембар 2016.  | 0.530                        |
| Роберт открива да искуство његовог адвоката није дорасло његовим тренутним потребама. Затечена сазнањем да њен муж већ има правног заступника, Франсис се мало превише отвара на првом састанку са Максом Бродкином, искусним адвокатом за разводе. Дајана, Далас и Франсис одлазе на уметнички шоу надајући се да ће Франсис тако пронаћи везе за своју нову галерију, а Роберт говори Нику о својој новој идеји. |                    |        |                   |                                                                    |                    |                              |
| 6 | 6                  |        | Цејми Бабит       | Том Шарплинг                                                       | 13. новембар 2016. | 0.512                        |
| Надајући се да ће ситуација остати што је могуће нормалнија због деце, Роберт предлаже да за Божић отпутују у кућу Франсисиних родитеља. Дајана и Далас доживљавају чудно Бадње вече; Џулијан добија неочекиваног посетиоца. |                    |        |                   |                                                                    |                    |                              |
| 7 | 7                  |        | Адам Бернштајн    | Адам Ресник                                                        | 20. новембар 2016. | 0.622                        |
| Након неуспелих покушаја да се опет „врати у седло”, Роберт добија отрежњујући савет од новог адвоката, Тонија Силверкрика. Кад Макс изнесе детаље Робертовог финансијског извештаја, Франсис је збуњена и улази у сукоб с Робертом. |                    |        |                   |                                                                    |                    |                              |
| 8 | 8                  |        | Бет Макарти-Милер | Хејс Давенпорт                                                     | 27. новембар 2016. | 0.631                        |
| Франсис је расположена да тражи нови посао, али Далас је упозорава да би могло скупо да је кошта ако га нађе. Ник показује Дајани нешто за шта је мислила да је одавно нестало. Франсис је запањена колико је Роберт срећан упркос разводу. |                    |        |                   |                                                                    |                    |                              |
| 9 | 9                  |        | Џес Перец         | Габријела Алан и Џенифер Критенден                                 | 4. децембар 2016.  | 0.638                        |
| Робертов адвокат инсинуира да је Френсис немарна мајка. Френсисин адвокат је охрабрује да се више укључи у животе деце па она одлази у школу на састанак савета родитеља. Дајана и Ник праве још једну забаву на којој особа која је дошла с Робертом прогони Далас. |                    |        |                   |                                                                    |                    |                              |
| 10 | 10                 |        | Џес Перец         | Хејс Давенпорт, Шерон Хорган, Адам Ресник, Том Шарплинг и Пол Симс | 11. децембар 2016. | 0.497                        |
| Напетост између Франсис и Роберта сплашњава након хитног случаја са Лилом, али бескрупулозан потез Франсисиног новог адвоката подстиче Робертову осветољубивост. Сусрет у продавници кристалише Дајанина осећања о мајчинству. Франсис признаје све свом оцу на отварању галерије и изненађена је доласком неочекиваног посетиоца.                                                                                 |                    |        |                   |                                                                    |                    |                              |

Напомене
1. ↑  Прва епизода је издата онлајн 7. октобра 2016. године, два дана пре премијере серије.

### 2. сезона (2018)
| Бр. еп. (укупно) | Бр. еп. (у сезони) | Наслов | Редитељ           | Сценариста                     | Премијера                                     | Гледаност у С.А.Д. (милиони) |
| --- | ------------------ | ------ | ----------------- | ------------------------------ | --------------------------------------------- | ---------------------------- |
| 11 | 1                  |        | Адам Бернштајн    | Џени Бикс                      | 14. јануар 2018.                              | 0.647                        |
| Након што коначно потпише папире за развод, Роберт, који је у финансијским проблемима, тражи посао и ново место за живот, док се Франсис пати са несаницом и компликованим односом са децом. Нова техника комуникације између Дајен и Ника наводи Ника да донесе неочекивану одлуку. Далас наставља тајну везу са Робертовим адвокатом, Тонијем Силверкриком. |                    |        |                   |                                |                                               |                              |
| 12 | 2                  |        | Адам Бернштајн    | Џули Ротенберг и Елиса Зурицки | 21. јануар 2018.                              | 0.565                        |
| Франсис је приморана да се помири са Лајлиним све већим презиром према њој. Након што га колеге охрабре да се врати у игру, Роберт се повеже са Џенис која покуша да оствари његову фантазију. Дајен направи намештаљку за Франсис, а Далас планира да прекине везу са Тонијем Силверкриком.                                                                  |                    |        |                   |                                |                                               |                              |
| 13 | 3                  |        | Вендеј Станцлер   | Лиз Тучилио                    | 28. јануар 2018.                              | 0.431                        |
| Након што помогне новом пријатељу Ендруу у процени уметничког дела, надахнута Франсис покушава да пронађе непознатог сликара. Дајен се труди да игнорише проблеме са Ником проводећи време у галерији. Појављују се варнице између агенткиње за некретнине и Роберта током показивања куће.                                                                   |                    |        |                   |                                |                                               |                              |
| 14 | 4                  |        | Џеница Браво      | Адам Ресник                    | 2. фебруар 2018. (онлајн) 4. фебруар 2018. () | 0.229                        |
| Када се Робертов отац разболи, Роберт и Франсис се састају у Охају, где се присећају срећнијих времена и покушавају да изађу на крај са Робертовом напорном сестром Кети. У Хејстингс-он-Хадсону, Том користи прилику да буде Дајенин шофер у њеним новим луксузним колима.                                                                                   |                    |        |                   |                                |                                               |                              |
| 15 | 5                  |        | Бет Макарти-Милер | Стјуарт Зичерман               | 11. фебруар 2018.                             | 0.572                        |
| Франсис сазнаје да Роберт има нову жену у животу и ангажује Дајен и Далас да прикупе информације о њој пре прославе Лајлиног 13. рођендана. |                    |        |                   |                                |                                               |                              |
| 16 | 6                  |        | Скот Елис         | Кристен Ланџ                   | 18. фебруар 2018.                             | 0.528                        |
| Након што Роберт затекне Тома у компромитујућој ситуацији, Франсис и Роберт посећују брачног саветника да би поставили нова правила за децу. Франсис размишља о границама у вези са Ендруом. Џеки тражи савет од Далас приликом случајног сусрета у Дајенином кантри клубу.                                                                                   |                    |        |                   |                                |                                               |                              |
| 17 | 7                  |        | Адам Бернштајн    | Џули Ротенберг и Елиса Зурицки | 25. фебруар 2018.                             | 0.537                        |
| Франсис примећује заносног и значајног уметника Скипа Закаријана на аукцији и користи прилику да га позове на Силвијину предстојећу изложбу, али он покаже интересовање за више од уметности. Успешна продаја инспирише Џеки да понуди Роберту да се удруже у послу препродаје кућа, али и сама се двоуми у вези са том идејом.                               |                    |        |                   |                                |                                               |                              |
| 18 | 8                  |        | Адам Бернштајн    | Џени Бикс                      | 4. март 2018.                                 | 0.452                        |
| Роберт и Џеки напредују ка новој фази у заједничком послу са некретнинама. Франсис се суочава са последицама успешне изложбе у галерији и ангажује Роберта за помоћ у вези са поправкама у кући. Дајен претера у пићу након услуге коју јој узврати Франсис, што је касније прогања на другој забави препуној дешавања.                                       |                    |        |                   |                                |                                               |                              |

### 3. сезона (2019)
| Бр. еп. (укупно) | Бр. еп. (у сезони) | Наслов | Редитељ              | Сценариста                | Премијера       | Гледаност у С.А.Д. (милиони) |
| ---------------- | ------------------ | ------ | -------------------- | ------------------------- | --------------- | ---------------------------- |
| 19               | 1                  |        | Рајан Чејс           | Лиз Тучило                | 1. јул 2019.    | 0.369                        |
| 20               | 2                  |        | Шира Пивен           | Маркл Стејлен             | 8. јул 2019.    | 0.328                        |
| 21               | 3                  |        | Рајан Чејс           | Адам Ресник               | 15. јул 2019.   | 0.281                        |
| 22               | 4                  |        | Со Јонг Ким          | Лиса Алберт и Лиз Тучило  | 22. јул 2019.   | 0.330                        |
| 23               | 5                  |        | Рејчел Ли Голденберг | Адам Ресник               | 29. јул 2019.   | 0.311                        |
| 24               | 6                  |        | Рајан Чејс           | Лиз Тучило и Марк Стејлен | 5. август 2019. | 0.251                        |

## Пријем

### Критички пријем
Серија Развод је добила позитивне критике од телевизијских критичара. На Rotten Tomatoes-у прва сезона има оцену 63%, на основу 51 критике, са просечном оценом 5.8/10. Критички консензус сајта гласи: „Иако се погубљење граничи са површним, мрачни хумор и хемија карактера у серији Развод погодили су циљ”. На Metacritic-у, прва сезона има оцену 60 од 100, на основу 37 критичара, што указује на „мешовите или просечне критике”.

### Признања
| Година | Награда                       | Категорија                                                 | Примаоци           | Исход      |
| ------ | ----------------------------- | ---------------------------------------------------------- | ------------------ | ---------- |
| 2017.  | Награда Златни глобус         | најбоља глумица у ТВ мјузиклу или комедији                 | Сара Џесика Паркер | Номинација |
| 2017.  | Награда Еми за ударне термине | најбоља кинематографија за једнокамерну серију (полусатну) | Рид Морано (за „Pilot”) | Номинација |